# Władisław Chadarin
Władisław Aleksiejewicz Chadarin (ros. Владислав Алексеевич Хадарин; ur. 22 lutego 1998 w Nowosybirsku) – rosyjski snowboardzista specjalizujący się w konkurencjach freestyle.

## Kariera
Po raz pierwszy na arenie międzynarodowej pojawił się w 2014 roku, startując na mistrzostwach świata juniorów w Valmalenco, zajmując 16. miejsce w slopestyle'u. W tej samej konkurencji zdobył srebrny medal podczas igrzysk olimpijskich młodzieży w Lillehammer. W tym samym roku był piąty big air i szósty w slopestyle'u na mistrzostwach świata juniorów w Seiser Alm.
W zawodach Pucharu Świata zadebiutował 7 stycznia 2017 roku w Moskwie, zwyciężając w big air. Tym samym już w swoim debiucie nie tylko wywalczył pierwsze pucharowe punkty, ale od razu sięgnął po zwycięstwo. W zawodach tych wyprzedził Kanadyjczyka Antoine'a Truchona i Fridtjofa Tischendorfa z Norwegii. W klasyfikacji generalnej AFU w sezonie 2016/2017 zajął 31. miejsce, a w klasyfikacji big air był piętnasty. W 2017 roku wystąpił na mistrzostwach świata w Sierra Nevada, zajmując szesnaste miejsce w slopestyle'u i siedemnaste w big air.

## Osiągnięcia

### Mistrzostwa świata
| Miejsce | Dzień    | Rok  | Miejscowość   | Konkurencja | Zwycięzca        |
| ------- | -------- | ---- | ------------- | ----------- | ---------------- |
| 16.     | 11 marca | 2017 | Sierra Nevada | Slopestyle  | Seppe Smits      |
| 17.     | 17 marca | 2017 | Sierra Nevada | Big air     | Ståle Sandbech   |
| 20.     | 9 lutego | 2019 | Park City     | Slopestyle  | Chris Corning    |
| 22.     | 12 marca | 2021 | Aspen         | Slopestyle  | Marcus Kleveland |
| 24.     | 16 marca | 2021 | Aspen         | Big air     | Mark McMorris    |

### Puchar Świata

#### Miejsca w klasyfikacji generalnej
- - AFU[3]
- sezon 2016/2017: 31.
- sezon 2017/2018: 82.
- sezon 2018/2019: 45.
- sezon 2019/2020: 28.

#### Miejsca na podium
1. Moskwa – 7 stycznia 2017 (Big Air) - 1. miejsce
2. Secret Garden – 21 grudnia 2018 (slopestyle) - 3. miejsce
3. Seiser Alm – 23 stycznia 2020 (slopestyle) - 1. miejsce